# Bildgestaltung
Bildgestaltung (auch Bildaufbau, Bildgefüge) oder Komposition in der bildenden Kunst bezeichnet die Auswahl, Anordnung (Verteilung), Kombination und die vielschichtige Wechselwirkung der bildnerischen und technischen Mittel in einem Kunstwerk. Dabei bezeichnet die Bildgestaltung sowohl die gestaltende Tätigkeit der Künstlerin oder des Künstlers als auch den formalen Aufbau des Kunstwerks selbst. Im engeren Sinn bezieht sich die Bildgestaltung auf die Flächenkünste Malerei, Druckgrafik, Fotografie, Relief und Zeichnung. Im weiteren Sinn lässt sie sich aber auch auf Architektur, Design, Gartenkunst, Plastik (Bildhauerkunst), Stadtbaukunst oder Werbung anwenden.
Die Bildgestaltung wird auch bei der Bildbetrachtung beziehungsweise Bildanalyse bedeutsam.

## Aufgaben
- Eine ästhetische Aufgabe der Bildgestaltung ist es, eine Ordnung, beziehungsweise erkennbare Gesetzmäßigkeiten zu schaffen.[2] Der Grad der Ordnung kann hoch oder gering sein. Das heißt, die Ordnung kann mehr oder weniger einfach, reduktionistisch, ruhig und überschaubar oder bewegt, chaotisch, vielschichtig und sehr komplex sein.[3]
- Eine weitere Aufgabe der Bildgestaltung ist es, die Aufmerksamkeit einer Betrachterin oder eines Betrachters auf sich zu ziehen und zu lenken.[4] So können zum Beispiel Darstellungen Aufmerksamkeit hervorrufen, die in der realen Welt selten sind oder nicht vorkommen (etwa Fantasiewesen oder grelle, unnatürliche Farben). Oder Betrachtende wenden sich eher Darstellungen zu, zu denen sie eine emotionale Beziehung haben. Das gilt am häufigsten für Darstellungen von Menschen oder Gesichtern.
- Weiterhin löst die Bildgestaltung bei den Betrachtenden bestimmte Reaktionen aus. Ziel ist es, eine sowohl von Verstand als auch von Gefühl bestimmte Beziehung zwischen den Betrachtenden und dem Kunstwerk herzustellen. Dabei können die Eindrücke, Empfindungen und Stimmungen lange oder sogar ständig im Unterbewusstsein bleiben.[5]
- Schließlich ist es eine Aufgabe der Bildgestaltung, eine Aussage zu vermitteln, die die Möglichkeiten des Wortes übersteigt.[6] Dies kann ein Appell, eine Erkenntnis, ein persönliches Gefühl, eine Information, Kritik, ein essentielles Problem und vieles mehr sein.[7]

## Bildnerische Mittel
Bei der Bildgestaltung können verschiedene bildnerische Mittel (Gestaltungselemente, Kompositionselemente) angewandt werden. Diese haben auf die Wirkung des Gesamtbildes einen erheblichen Einfluss. Neben den im Folgenden beschriebenen Mitteln (Punkt, Linie, Fläche, Raum und Farbe) wirken auch andere Mittel auf die Bildgestaltung aus wie: Bildausschnitt, Bewegung, Format (Bildformat), Harmonie, Licht und Schatten, Proportion, Symmetrie und Darstellung von Material und Oberfläche.

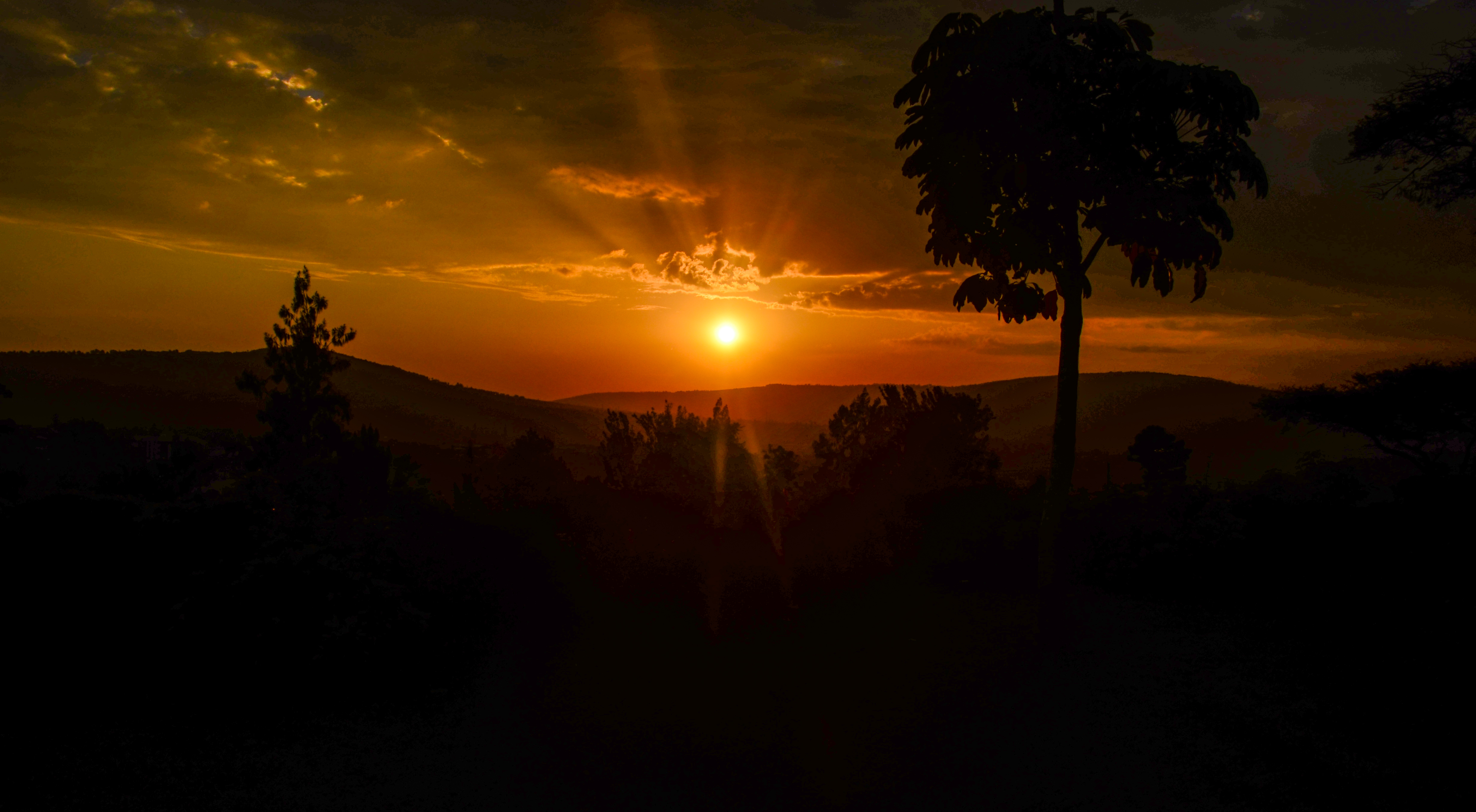
Auf den einzelnen, leuchtenden Punkt der untergehenden Sonne konzentriert sich die ganze Aufmerksamkeit. Fotografie: Blick auf den Sonnenuntergang über den Hügeln.

### Punkt
Der Punkt ist der kleinste Baustein eines Kunstwerks. Eine besonders auffallende Stelle bezeichnet man als Akzent oder Schwerpunkt. Die Anordnungsmöglichkeiten von mehreren Punkten oder ähnlich gestalteten Objekten werden als Flächen-Ordnungsprinzipien bezeichnet. Dazu gehören Reihung, Rhythmus, Raster, Ballung, Streuung, Symmetrie und Asymmetrie.

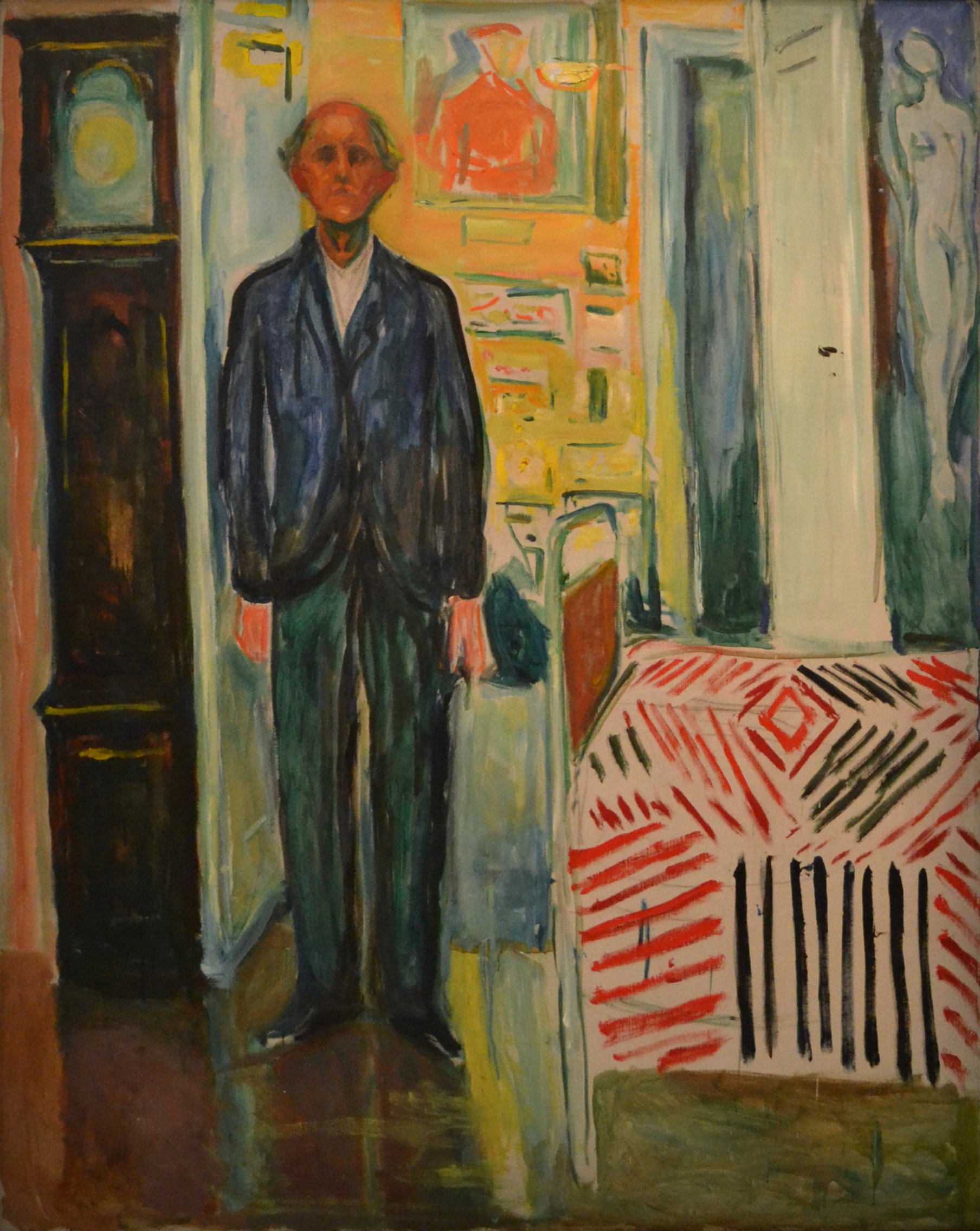
Bevorzugt senkrechte Kompositionslinien. Edvard Munch: Selbstporträt zwischen Uhr und Bett.

### Linie
Die Linie kann als eigenständiges Element oder an Objektkanten, durch Farbkontraste oder durch gedankliches Verbinden von Bildelementen auftreten. Beispielsweise können Bildschwerpunkte oder ähnliche Objekte miteinander verbunden werden und so eine gedachte Linie bilden. Eine Linie weist immer in eine bestimmte Richtung und lenkt damit den Blick der Betrachtenden. Wichtige kompositorische Grundelemente sind die Waagerechte, die liegend und ruhig wirkt, die Senkrechte, die stehend oder aufstrebend wirkt, und die Diagonale oder Schräge, die dynamisch, aufsteigend oder fallend wirkt.

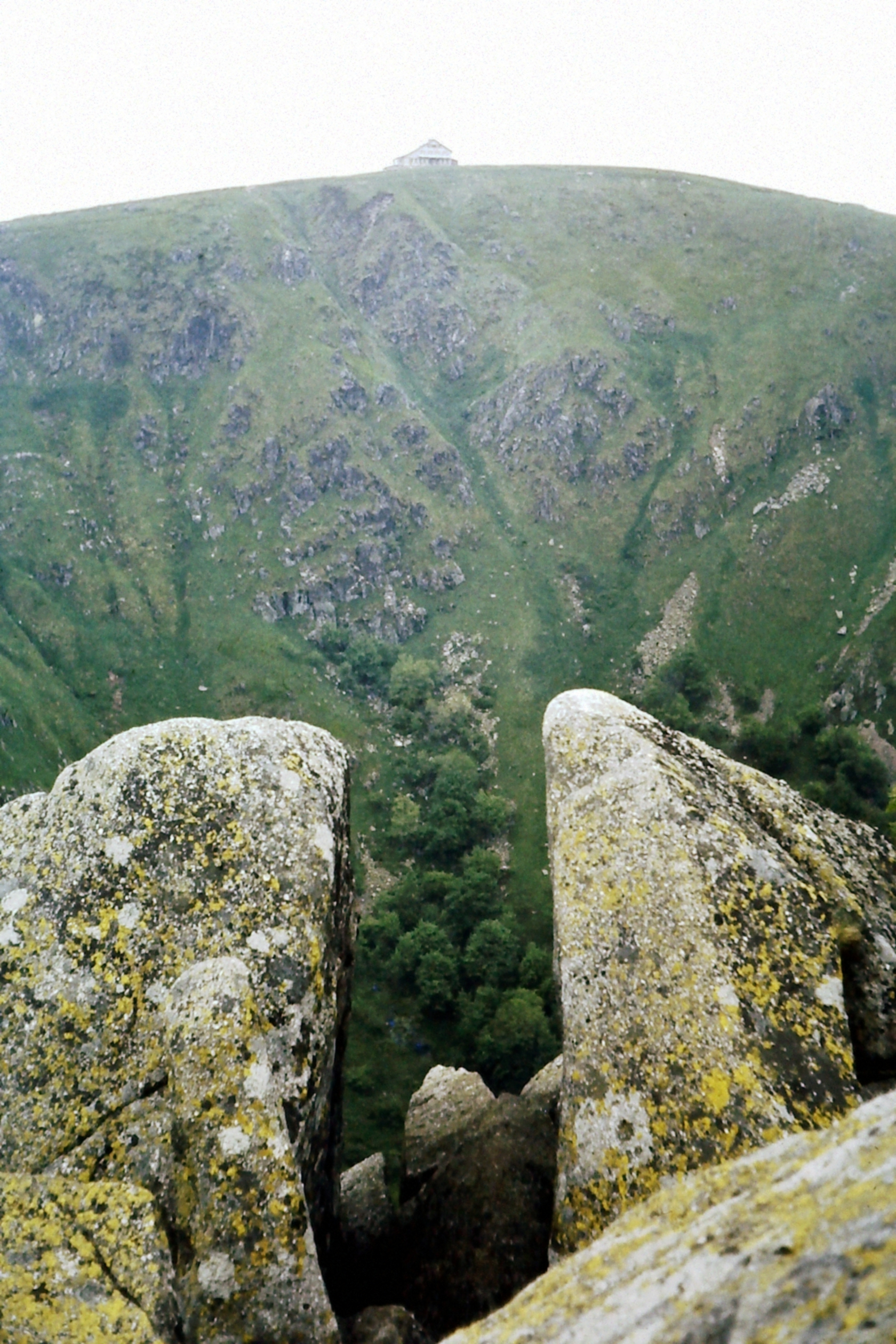
Runde Formen suggerieren Harmonie und Weichheit.

### Fläche, Form, Figur
Eine Form kann geschlossen oder offen, einfach oder differenziert, geometrisch, abstrakt oder gegenständlich sein. Wichtige kompositorische Grundformen sind Dreieck, Kreis und Quadrat. Während ein Kreis weiblich, weich, unbestimmt und emotional wirkt, besitzt ein Quadrat einen männlichen, bestimmten, harten und rationalen Ausdruck. Kristalline Formen sind ihrem Wesen nach klar, kühl, intellektbetont und organische Formen lebend-bewegt und sinnenbetont.

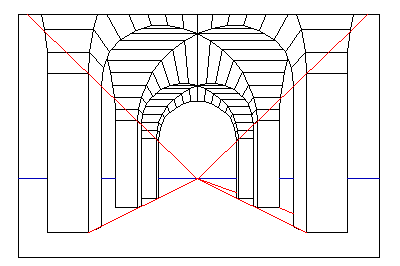
Schematische Darstellung der Zentralperspektive

### Raum
Bei der Raumdarstellung geht es darum, dreidimensionale Objekte auf einer zweidimensionalen Fläche so abzubilden, dass ein räumlicher Eindruck entsteht. Neben der Gliederung in Vorder-, Mittel- und Hintergrund gehören Größenperspektive, Höhenstaffelung Überdeckung und Verkürzung zu den Mitteln mit Tiefenwirkung. Bei der Luft- und Farbperspektive beeinflussen Farben die Raumwahrnehmung. Leuchtende, bunte, warme Farben erscheinen näher und blasse, kalte und helle Farbtöne weiter entfernt. Häufig wird die Zentralperspektive angewandt, die unserem Seheindruck am nächsten kommt.

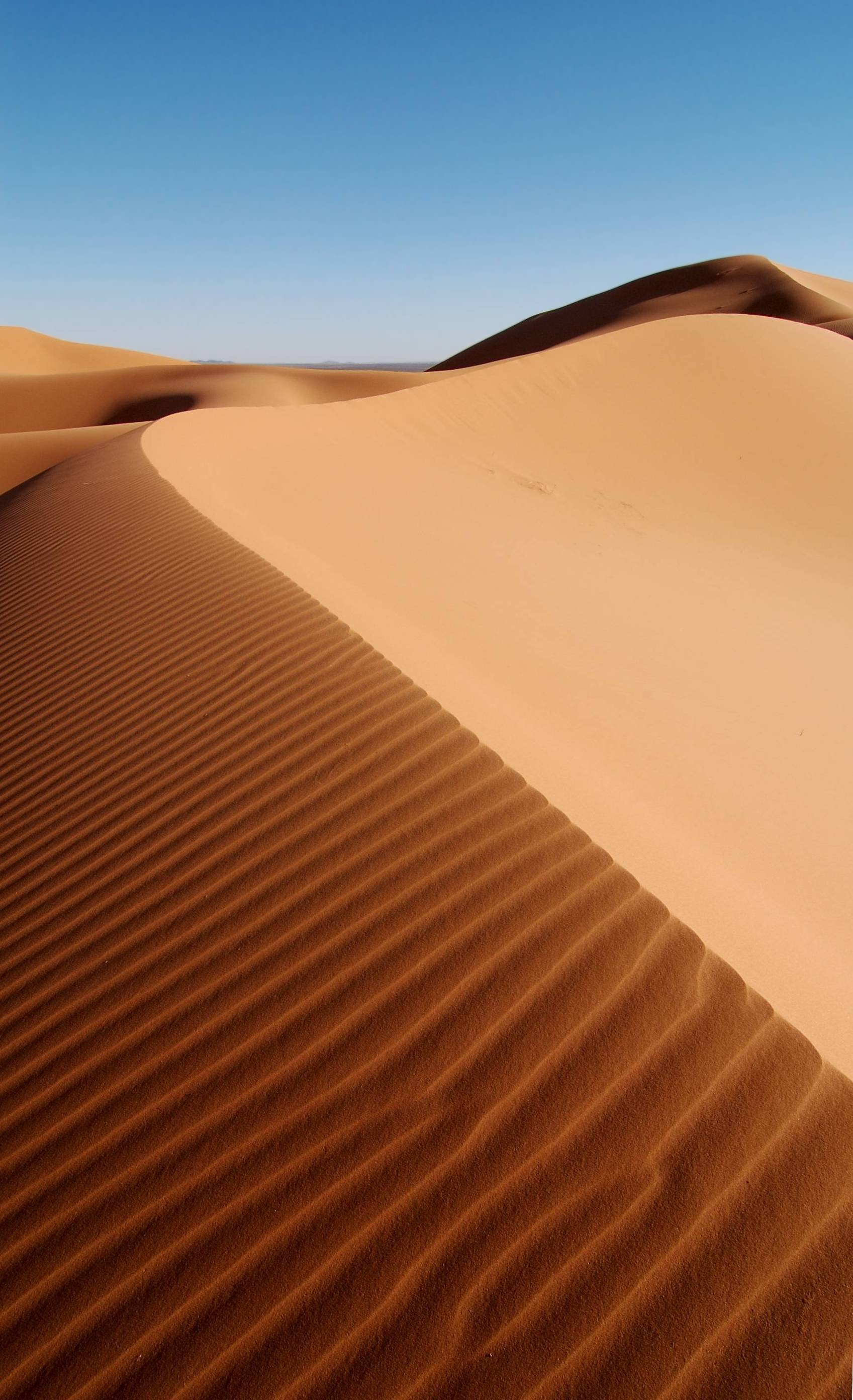
Der Kalt-Warm-Kontrast bildet hier einen harmonischen Farbkontrast.

### Farbe
Farben wirken meist sehr emotional und direkt auf die Betrachterin und den Betrachter. Die emotionale Wirkung einer einzelnen Farbe beruht auf Assoziationen mit Erfahrungen und kulturellen Farbsinnbildern. Für die rein emotionelle Wirkung sind die Assoziationen, Erziehung, Symbolik, individuellen und allgemein-kulturellen Erfahrungen. Beispielsweise werden Gelb und Rot mit Wärme (Feuer, Hauterrötung), Blau dagegen mit Ferne und Kälte (Wasser, Himmel, Eis) assoziiert. Eine warme Farbe wird meistens etwas emotionaler wahrgenommen und zieht deshalb auch mehr Aufmerksamkeit auf sich. Die kulturelle Bedeutung der Farben variiert dagegen stark. Während im westlichen Kulturkreis Gelb auch als die Farbe des Neides und der Falschheit steht, hat diese Farbe im Buddhistischen Kulturkreis eine sehr hohe und positive Stellung.
Verschiedene Farben können ähnlich oder kontrastierend sein. Während verwandte Farben eher einen ausgeglichenen, harmonischen Eindruck hervorrufen, verursachen gegensätzliche Farben meist Dramatik und Unruhe. Besonders starke Kontraste können „flimmern“ und ein irritierendes, unangenehmes Gefühl hervorrufen.

## Technische Mittel und Material
Neben den bildnerischen Mitteln gehören auch technische Mittel und Material zur Bildgestaltung.

### Malerei
Die Maltechnik (Aquarellmalerei, Freskomalerei, Ölmalerei usw.) beeinflusst auf vielfältige Weise die Bildgestaltung. Zur Maltechnik gehört, mit welchem Malwerkzeug (Pinsel, Spachtel, Spritzpistole usw.) die Malerin oder der Maler die gewählten Malfarben (Aquarell, Tempera, Ölfarbe, Kunststoff usw.) auf einen Bildträger (Leinwand, Holz, Papier usw.) mit welchem Farbauftrag (lasierend, opak, pastos usw.) aufträgt.

### Zeichnung
Je nach Bildträger (Papier, Pergament usw.) und Zeichenmittel (Bleistift, Kohle, Pastellkreide usw.) hat die Zeichentechnik eine je charakteristische ästhetische Wirkung.

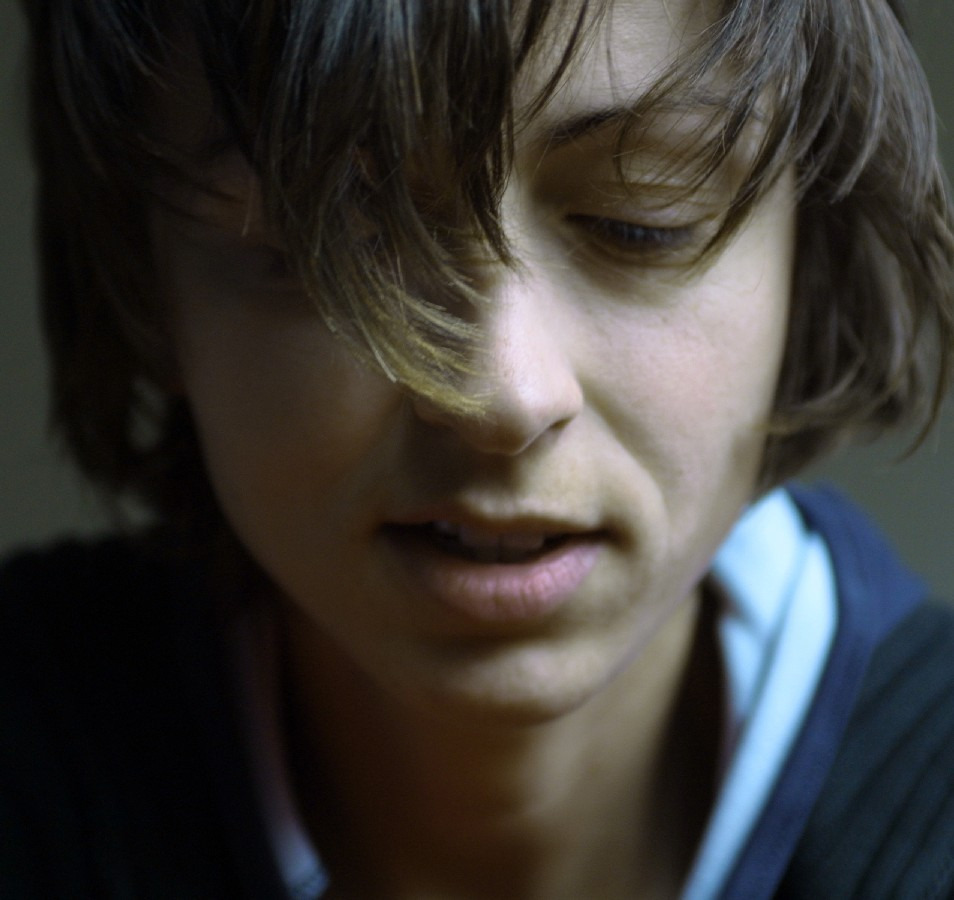
Porträtaufnahme mit unscharfen Bereichen

### Fotografie und Kinematographie
Generell ist die Gestaltung des Bildes und die Ordnung der Bildelemente die entscheidende Tätigkeit beim Fotografieren und in der Kinematographie, die zum Teil auch durch besondere Anwendungen der Technik bestimmt wird. Bei einem Porträt zum Beispiel kann mittels der Kameraeinstellung der Vordergrund und/oder der Hintergrund vor dem scharf abzubildenden Objekt unscharf gehalten werden (Kameraperspektive). Im Bereich der Kameratechnik sind Kenntnisse über die Beschaffenheit der lichtempfindlichen Mediums (Film/Sensor), die Funktionsweise des Fotoapparats und der Belichtungsmessung von besonderer Bedeutung für die Bildgestaltung.